# Bernardino Dino Maria Piccinelli
Bernardino Dino Maria Piccinelli (San Benedetto Val di Sambro, 24 gennaio 1905 – Ancona, 1º ottobre 1984) è stato un vescovo cattolico italiano.

## Biografia
Nacque a Madonna dei Fornelli, frazione di San Benedetto Val di Sambro, in provincia ed arcidiocesi di Bologna, da Agostino ed Adalgisa Marsigli, una famiglia di modeste condizioni economiche ma ricca di fede e bontà. Venne battezzato il giorno seguente nella parrocchia di San Benedetto Val di Sambro perché la chiesa di Madonna dei Fornelli non era parrocchia. Gli fu dato il nome di Dino (con la consacrazione religiosa completò in Bernardino). Sua caratteristica era quella di festeggiare più il giorno del battesimo che quello della nascita.
La mamma, rimasta vedova nel 1906 quando il piccolo Dino non aveva ancora due anni, si risposò nel 1909 con Giuseppe Laffi, dal quale ebbe altri due figli, oltre ai quattro già avuti dal defunto sposo. Avendo Laffi ottenuto lavoro presso l'arsenale militare di Bologna, la famiglia si trasferì nel capoluogo emiliano, trovando abitazione nei pressi della chiesa dei Servi, che divenne il luogo sacro frequentato da loro, particolarmente da Dino in veste di chierichetto.

### Formazione e ministero sacerdotale
Nel 1917 Dino, dietro sua insistente richiesta, fu accettato come postulante nell'ordine dei Servi di Maria nel collegio di Montefano. L'8 dicembre 1920 vestì l'abito dei Servi di Maria e il 10 dicembre 1921 fece la prima professione religiosa.
A Montefano fr. Bernardino rimase fino al 1921, nel 1922 venne inviato presso la basilica di Santa Maria dei Servi a Bologna, compì gli studi ginnasiali e nel 1922 entrò nel noviziato. Nel successivo anno scolastico (1922-23) egli, per ordine dei superiori, interruppe gli studi filosofici per dedicarsi all'insegnamento della quarta elementare nel collegio dell'eremo di Ronzano, dove divenne vice-maestro in aiuto al padre maestro Benedetto M. Marconi: aveva poco più di 17 anni.
Nel 1923 fu trasferito alla basilica della Santissima Annunziata in Firenze, dove respirò lo spirito dei Servi di Maria. Nell'austero convento tutto parlava della spiritualità dell'ordine.
Il 4 novembre 1927 emise i voti solenni e il 17 dicembre seguente ottenne il suddiaconato. Il 1º gennaio 1928 fu ordinato diacono e il 5 febbraio successivo fu ordinato presbitero.
Dopo l'ordinazione proseguì gli studi ed ottenne nel 1928 presso l'ateneo di Propaganda Fide il dottorato in Teologia a Roma; qui visse l'esaltante esperienza dell'Anno Santo del 1925.
P. Bernardino trascorse il primo anno di sacerdozio (1928-29) a Reggio Emilia, risiedendo presso il santuario cittadino della Madonna della Ghiara. Negli anni 1929-1936 P. Piccinelli fu assegnato di famiglia nel convento di Ronzano, dapprima come vice-maestro dei giovani postulanti (1929-32), poi come padre maestro degli stessi (1932-36).
Dopo un anno (1936-37) trascorso nuovamente a Reggio Emilia nel duplice incarico di priore della comunità e padre maestro dei giovani, con il capitolo provinciale del 1937 P. Bernardino viene indicato come parroco della parrocchia del Sacro Cuore ad Ancona, in sostituzione del cugino padre Giovanni M. Rossi, eletto priore provinciale. Il 7 luglio 1937 p. Giovanni M. Rossi lo presentò all'arcivescovo di Ancona mons. Mario Giardini che lo nominò parroco della nuova parrocchia del Sacro Cuore ad Ancona. Nei successivi 47 anni P. Bernardino rimase sempre di famiglia al convento del Sacro Cuore, fino al giorno della sua morte. Dal 1937 al 1968 per ben 31 anni ricoprì l'ufficio di parroco, alternandosi con altri frati nell'ufficio di priore della comunità.

### Ministero episcopale

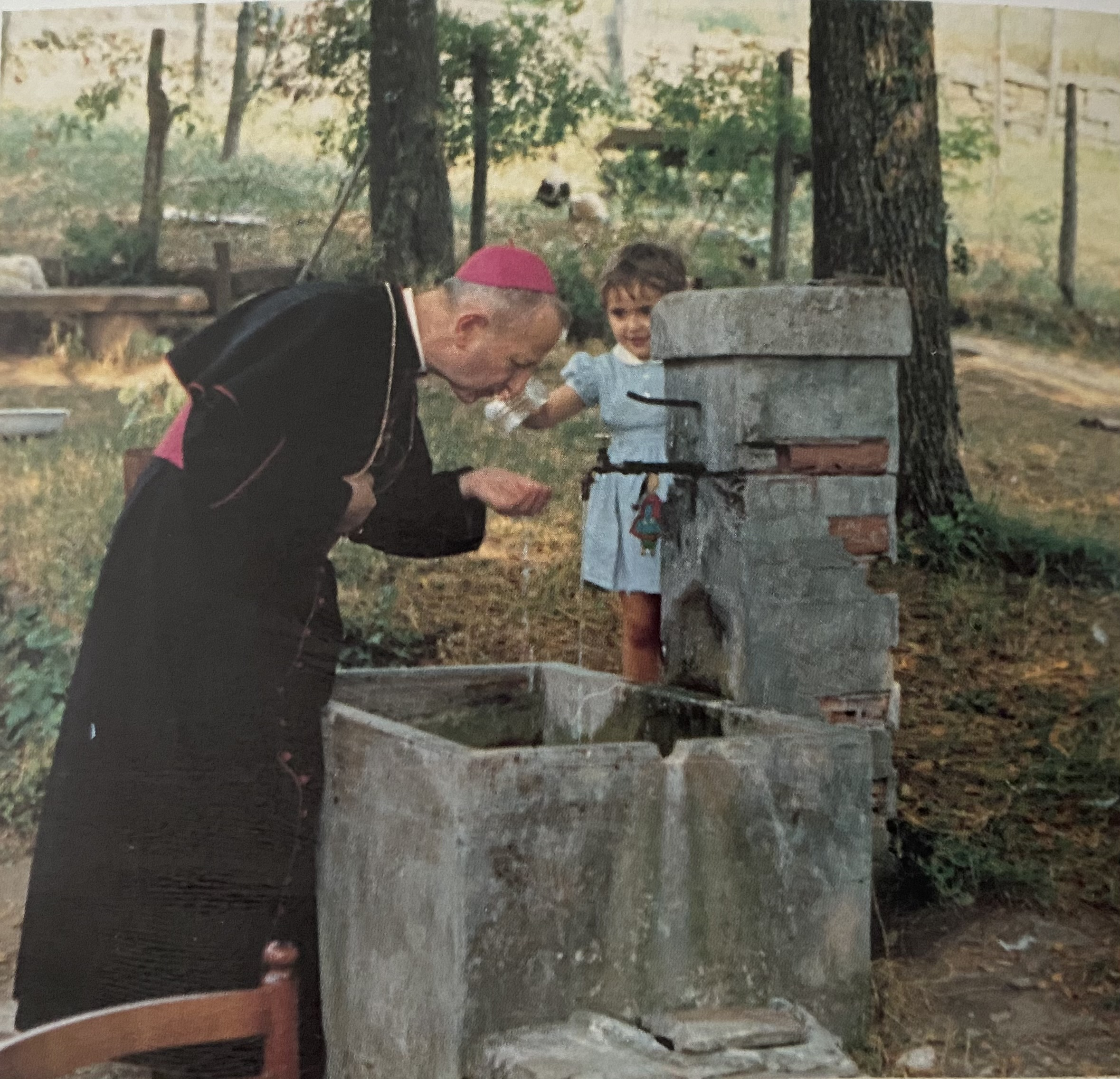
Foto Mons. Bernardino Piccinelli

Il 14 giugno 1966 papa Paolo VI lo nominò vescovo titolare di Gaudiaba e vescovo ausiliare di Ancona, conservando per privilegio pontificio il precedente ufficio di parroco fino all'anno 1968.
Ricevette l'ordinazione episcopale il 10 luglio successivo, nella chiesa del Sacro Cuore ad Ancona, dall'arcivescovo Egidio Bignamini, coconsacranti l'arcivescovo di Fermo Norberto Perini e il vescovo di Montalto e Ripatransone Vincenzo Radicioni. Lo stesso giorno mons. Egidio Bignamini lo nominò vicario generale dell'arcidiocesi di Ancona.
Alla morte di mons. Egidio Bignamini divenne vicario capitolare dell'arcidiocesi. Fu riconfermato vicario generale dal nuovo arcivescovo Felicissimo Stefano Tinivella, O.F.M. Alla rinuncia al governo pastorale dell'arcidiocesi di mons. Tinivella, fu nominato amministratore apostolico e ricoprì l'incarico fino all'ingresso di mons. Carlo Maccari che lo riconfermò suo vicario generale ed ausiliare anche per la diocesi di Osimo.
Nel 1980, al compimento del 75º anno d'età, diede le dimissioni dall'ufficio di vicario generale che furono accettate; su richiesta di papa Giovanni Paolo II, invece, rimase vescovo ausiliare fino al 23 novembre 1983 quando a causa della sua salute malferma il papa accolse le dimissioni.
Il 4 maggio 1984, giorno della Festa di San Ciriaco gli venne conferita dal comune di Ancona la benemerenza civica.
Il 1º ottobre 1984 P. Bernardino Piccinelli lascia questa vita tra il rimpianto di tutti coloro che ne avevano apprezzato le alte virtù e i grandi meriti, anche civili.

### Il culto
L'inchiesta diocesana per la causa di beatificazione, iniziata il 16 marzo 1996 ad Ancona e ivi conclusa l'8 ottobre 2006, fu riconosciuta valida dalla Congregazione delle cause dei santi il 30 novembre 2007.
Ricevendo in udienza il 21 dicembre 2020 il cardinale Marcello Semeraro, prefetto della Congregazione delle cause dei santi, papa Francesco ha autorizzato il dicastero a promulgare il decreto relativo con il riconoscimento delle virtù eroiche del Servo di Dio.

## Genealogia episcopale
La genealogia episcopale è:
- Cardinale Scipione Rebiba
- Cardinale Giulio Antonio Santori
- Cardinale Girolamo Bernerio, O.P.
- Vescovo Claudio Rangoni
- Arcivescovo Wawrzyniec Gembicki
- Arcivescovo Jan Wężyk
- Vescovo Piotr Gembicki
- Vescovo Jan Gembicki
- Vescovo Bonawentura Madaliński
- Vescovo Jan Małachowski
- Arcivescovo Stanisław Szembek
- Vescovo Felicjan Konstanty Szaniawski
- Vescovo Andrzej Stanisław Załuski
- Arcivescovo Adam Ignacy Komorowski
- Arcivescovo Władysław Aleksander Łubieński
- Vescovo Andrzej Mikołaj Stanisław Kostka Młodziejowski
- Arcivescovo Kasper Kazimierz Cieciszowski
- Vescovo Franciszek Borgiasz Mackiewicz
- Vescovo Michał Piwnicki
- Arcivescovo Ignacy Ludwik Pawłowski
- Arcivescovo Kazimierz Roch Dmochowski
- Arcivescovo Wacław Żyliński
- Vescovo Aleksander Kazimierz Bereśniewicz
- Arcivescovo Szymon Marcin Kozłowski
- Vescovo Mečislovas Leonardas Paliulionis
- Arcivescovo Bolesław Hieronim Kłopotowski
- Arcivescovo Jerzy Józef Elizeusz Szembek
- Vescovo Stanisław Kazimierz Zdzitowiecki
- Cardinale Aleksander Kakowski
- Papa Pio XI
- Cardinale Alfredo Ildefonso Schuster, O.S.B.
- Arcivescovo Egidio Bignamini
- Vescovo Bernardino Dino Maria Piccinelli, O.S.M.